# Saint-Denœux
Saint-Denœux is een gemeente in het Franse departement Pas-de-Calais (regio Hauts-de-France) en telt 116 inwoners (1999). De plaats maakt deel uit van het arrondissement Montreuil.

## Geografie
De oppervlakte van Saint-Denœux bedraagt 4,0 km², de bevolkingsdichtheid is 29,0 inwoners per km².
De onderstaande kaart toont de ligging van Saint-Denœux met de belangrijkste infrastructuur en aangrenzende gemeenten.

## Demografie
Onderstaande figuur toont het verloop van het inwonertal (bron: INSEE-tellingen).